# Sinpo
Sinpo è una città della Corea del Nord, situata nella provincia dello Hamgyŏng Meridionale.